# موریس ده واله
موریس ده واله (تلفظ هلندی: [mʌuˈris də ˈwa:lə]؛ ۲۷ دسامبر ۱۸۹۶ – ۱۴ فوریهٔ ۱۹۵۲) رکابزن حرفه‌ای اهل بلژیک بود که در رشتهٔ دوچرخه‌سواری جاده فعالیت می‌کرد.

## آغاز فعالیت حرفه‌ای
ده واله در لواندوژم زاده شد و نخستین موفقیت خود در دوچرخه‌سواری را با پیروزی در تور بلژیک در سال ۱۹۲۱ به دست آورد. در سال بعد نیز قهرمان بلژیک در سیکلوکراس شد. در سال ۱۹۲۳ نایب قهرمان مسابقات قهرمانی جاده بلژیک و جایزه بزرگ شلده شد و موفقیت‌هایی در سال‌های ۱۹۲۴ تا ۱۹۲۶ به دست آورد.

## موفقیت در تور
در سال ۱۹۲۷ ده واله ابتدا رتبهٔ سوم تور فلاندر را کسب کرد. سپس در ترکیب تیم لیبر-دانلوپ برای تور دو فرانس قرار گرفت. نخستین پیروزی او در مرحلهٔ دوم به دست آمد. در مرحلهٔ ۱۱ که شانزده ساعت به طول انجامید، ده واله خود را به رتبهٔ دوم رده‌بندی اصلی رساند و دومین پیروزی خود را در مرحلهٔ ۱۳ کسب کرد. در پایان تور، ده واله بر سکوی دوم ایستاد.
در سال ۱۹۲۸ ده واله قهرمان تور باسک شد و یک پیروزی مرحله‌ای نیز به دست آورد. در تور دو فرانس نیز برندهٔ دو مرحله شد و بر سکوی سوم رده‌بندی نهایی قرار گرفت. در سال بعد از قهرمانی خود در تور باسک دفاع کرد. در تور دو فرانس، در مرحلهٔ چهارم به همراه لوئی دلانوا فرار کرد و ۳ دقیقه جلوتر از سایر رکابزنان از خط پایان گذشت تا برای نخستین بار، پیراهن طلایی تور دو فرانس را به تن کند. در مرحلهٔ هفتم چرخش دو بار پنچر شد و پیراهن طلایی را از دست داد. در مرحلهٔ دهم، ویکتور فونتان که رهبر مسابقه بود، کناره‌گیری کرد و ده واله دوباره صدرنشین رده‌بندی اصلی شد. او توانست برتری خود را تا پایان تور حفظ کند و حتی با پیروزی در مرحلهٔ ۲۰ اختلاف خود با نفر دوم را افزایش داد. به این ترتیب تنها قهرمانی ده واله در تور دو فرانس به دست آمد.
پس از پیروزی ده واله در تور، آنری دگرانژ (برگزار کنندهٔ تور) از نیرنگی که گمان می‌کرد باعث پیروزی چنین رکابزن ضعیفی شده‌است، به شدت ناراحت شد و تصمیم گرفت به مدت دو دهه از حضور تیم‌های دارای حامی مالی در تور جلوگیری کند. دگرانژ اصرار داشت همکاری یا تاکتیک میان رکابزنان یک تیم نباید مجاز باشد. آنان باید هر کسی را رقیب خود محسوب کنند.
شرکت دوچرخه‌سازی فرانسوی آلسیون حامی مالی ده واله بود. توانایی این شرکت در استخدام بسیاری از رکابزنان برتر، موقعیت مقتدرانه‌ای در دوچرخه‌سواری به آن داده‌بود. برخوردهای میان آلسیون و دگرانژ زیاد بود و با پیروزی ده واله در تور با حمایت غیرقانونی سایر رکابزنان آلسیون به اوج رسید. دگرانژ شکایت داشت که یک جنازه برندهٔ تور شده‌است.
سال ۱۹۳۱ آخرین فصل حرفه‌ای ده واله بود. در این فصل، قهرمان تور بلژیک شد و در تور دو فرانس رتبهٔ پنجم را کسب کرد.

## نتایج در گرند تورها
|                | ۱۹۲۷    | ۱۹۲۸    | ۱۹۲۹    | ۱۹۳۰    | ۱۹۳۱    |
| جیرو دیتالیا   | نرفت    | نرفت    | نرفت    | نرفت    | نرفت    |
| پیروزی مرحله‌ای | —       | —       | —       | —       | —       |
| تور دو فرانس   | ۲       | ۳       | ۱       | نرفت    | ۵       |
| پیروزی مرحله‌ای | ۲       | ۲       | ۱       | —       | ۰       |
| ووئلتا اسپانیا | ناموجود | ناموجود | ناموجود | ناموجود | ناموجود |
| پیروزی مرحله‌ای | ناموجود | ناموجود | ناموجود | ناموجود | ناموجود |

| ۱        | برنده                               |
| ۲–۳      | سه نفر اول                          |
| ۴–۱۰     | ده نفر اول                          |
| ۱۱–      | گذر از خط پایان                     |
| نرفت     | در مسابقه شرکت نکرد                 |
| ناتمام-x | به پایان نرساند (انصراف در مرحله x) |
| DNS-x    | آغاز نکرد (عدم شرکت در مرحله x)     |
| اخراج    | اخراج شد                            |
| ناموجود  | مسابقه/رده‌بندی انجام نشد            |
| بی‌رتبه   | در رده‌بندی گنجانده نشد              |